# Clementine űrszonda
A Clementine űrszondát az Amerikai Légierő indította 1994-ben a Hold és az 1620 Geographos kisbolygó vizsgálatára (Ez utóbbi a szonda meghibásodása miatt meghiúsult).

## Eredmények
A Clementine-1 amerikai holdszonda 1994-es radarmegfigyeléseit újból megvizsgálva megállapították, hogy a Hold déli sarkánál, egy kráter örökké árnyékban lévő fenekén jégmező van. A kráter mélysége 12 kilométer, a jég össztömege 81 ezer tonna lehet, s valószínűleg becsapódó üstökösökből származik. Jelentősége elsősorban abban áll, hogy oxigénre és hidrogénre bontva hajtóanyag állítható elő belőle a Hold felszínén. A közelben megfelelő leszállóhely is található.